# Tielenhemme
Tielenhemme là một đô thị thuộc huyện Dithmarschen, trong bang Schleswig-Holstein, nước Đức. Đô thị Tielenhemme có diện tích 12,7 km², dân số thời điểm 31 tháng 12 năm 2006 là 165 người.